# Marko Ljubinković
Marko Ljubinković (n. 7 decembrie 1981 în Belgrad, Serbia) este un jucător sârb de fotbal care evoluează în prezent la formația Anorthosis Famagusta. În România a jucat la FC Vaslui. A debutat în Liga I pe data de 29 iulie 2006 în meciul cu Universitatea Craiova terminat la egalitate 0-0. În prezent este al doilea golgheter al României cu 15 goluri, fiind depășit de Ionel Dănciulescu de la FC Dinamo București.
A mai jucat la Steaua Roșie Belgrad și la Radnicki Kragujevac.

## Titluri
| Sezon | Club      | Titlu               |
| ----- | --------- | ------------------- |
| 2008  | FC Vaslui | Cupa UEFA Intertoto |